# Premi Blanco Amor
El Premi Blanco Amor és un premi literari gallec dotat amb 12.000 euros que premia a una novel·la llarga escrita en gallec, està convocat per 52 concellos gallecs, que s'alternen cada any en qualitat d'organitzador. El premi va ser creat en 1981 en homenatge a Eduardo Blanco Amor per iniciativa del concello de Redondela. L'obra guanyadora és publicada per l'editorial Galaxia.

## Guanyadors
- 2014: Fran P. Lorenzo, Cabalos e lobos.
- 2013: Jorge Llorca Freire, O violín de Rembrandt.
- 2012: Ignacio Vidal Portabales, Dióxenes en Dolorida.
- 2011: Manuel Lourenzo González, ATL.
- 2010: Iván García Campos, O imposible de desatar.
- 2009: Luís Rei Núñez, Monte Louro.
- 2008: Inma López Silva, Memorias da cidade sen luz
- 2007: Xesús Rábade Paredes, Mentres a herba medra.
- 2006: Francisco Castro, Spam.
- 2005: Dolores Ruiz Gestoso, Dentro da illa.
- 2004: Séchu Sende, Orixe.
- 2002: Xosé Monteagudo, As voces da noticia.
- 2001: Xosé Antonio Perozo, Martázul.
- 2000: Xosé Carlos Caneiro, Ébora.
- 1999: Xosé Cid Cabido, Grupo abeliano.
- 1998: Xavier Alcalá, Alén da desventura.
- 1997: Suso de Toro, Calzados Lola.
- 1996: Xavier Lorenzo Tomé, O paxaro que canta un nome.
- 1995: Non se convocou pola negativa do concello da Coruña.
- 1994: Xosé Cid Cabido, Panificadora.
- 1993: Úrsula Heinze, Culpable de asasinato.
- 1992: Ramón Caride Ogando, Soños eléctricos.
- 1991: Fran Alonso, Tráiler.
- 1990: Valentín Carrera, Río Sil.
- 1989: Román Raña, O crime da rúa da Moeda Vella.
- 1988: Miguel Suárez Abel, Turbo.
- 1987: Isaac Otero, O sorriso de Gardel.
- 1986: Lois Diéguez, A canción do vagamundo.
- 1985: Xoán Manuel Casado, O inverno do lobo.
- 1984: Alfredo Conde, Xa vai o griffón no vento.
- 1983: Xosé Manuel Martínez Oca, Beiramar.
- 1982: Víctor Fernández Freixanes, O triángulo inscrito na circunferencia.
- 1981: Daniel Cortezón, A vila sulagada.